# 平面设计
平面設計（英語：Graphic Design），又稱圖形設計，泛指透過創造和結合多種符號、圖片和文字，藉此傳達訊息的視覺表現方式，可以指稱製作（設計）時的過程、以及最後完成的作品。舉例來說，一個產品的包裝可能包含商標或其他的圖像、經過整理排列的文字，以及純粹為了視覺設計考量的要素（例如幾何形狀、顏色）。
構圖是平面設計中最重要的要素之一，完整的構圖能夠讓不同的視覺材料和諧共存。相關技術則包含字體排印、視覺藝術、版面设计等。
常見的平面設計則包括雜誌、廣告、產品包裝和網頁設計等。

## 平面設計的歷史
平面設計的歷史從古老的拉斯考克山洞（Lascaux）開始，橫跨到現代銀座的眩目霓虹燈。在這段長遠的歷史中，以及二十世紀視覺傳達的快速發展過程裡，廣告藝術、平面設計和美術之間偶爾會有界限模糊的情況。

如同這些美國國家公園管理局製作的圖示，圖像通常是功能導向且不具名的。

但這些項目彼此都共享同樣的要素、理論、原則、應用方式和語言，有時候也分享相同的服務對象。在廣告藝術中，最終的目標是要銷售產品和服務。在視覺設計裡，「重點是要將各種資訊整理成序，將不同的想法結合，表達並感受記錄人類經驗的人造物品」。

### 早期
可追溯至西元前一萬四千年左右的拉斯考克山洞（Lascaux）壁畫，以及在公元前三至四千年誕生的書寫語言，兩者都是平面設計史上重要的里程碑，對其他以平面設計為基礎的相關領域來說也非常重要。
凱爾經（Book of Kells）是早期平面設計的範例之一。這是一本有著華麗裝飾文字的聖經福音手抄本，約在西元800年由凱爾特修士所製作。

### 印刷的發明
在中國唐朝（618年－906年）年間，雕刻過的木板被用來印製圖案於紡織品上，隨後也用於印製佛教經典。在868年所印製的佛經是目前所知最早的印刷書籍。到了宋朝（960年－1279年），由於活字印刷術的發明，捲軸和書本能夠方便的印製更多文字，因此讓書籍廣泛的普及。
1450年，古騰堡的活字印刷術讓書籍在歐洲地區開始廣泛普及。阿尔杜斯·马努提乌斯發展出的書籍結構成為西方出版設計的基礎。這個年代的平面設計被稱為人文主義（Humanist）或舊式風格（Old Style）。

### 平面設計的轉折與發展
在十九世紀晚期的歐洲，特別是英國，開始將平面設計從美術（fine art）領域中分割出來。皮特·蒙德里安被譽為平面設計之父。他是一位藝術家，但他在格子（grids）上的使用啟發了今天廣告、印刷和網頁版面所使用的現代格線系統（modern grid system）。
1849年，亨利·柯爾（Henry Cole）成為英國平面設計教育界的重要人物，他在自己的《設計與製造雜誌》（Journal of Design and Manufactures）中向政府傳達設計的重要。他為了慶祝當代工業科技和維多利亞風格設計而舉辦了萬國工業博覽會。
1892年至1896年之間，威廉·莫里斯的凱爾姆斯科特出版社（Kelmscott Press）出版的多本書籍被視為工藝美術運動中最重要的平面設計產品，這些書籍有著非常精緻的視覺風格，並且以生活富裕的人們為銷售對象，也为出版社帶來可觀的收益。莫里斯證明了平面設計商業市場的存在，也幫助讓平面設計從製造工業和美術領域中分割出來。凱爾姆斯科特出版社的作品以具有歷史的風格為特色。這樣的風格，成為對於當時一成不變的平面設計形式所做出的第一個重大反應。莫里斯以及其他的私人媒體（Private press）運動作品，直接影響了之後的新藝術運動，也間接促成了二十世紀初期平面設計的快速發展。
中国大陆的现代平面设计确立于1992年在深圳举办的“平面设计在中国”展，这个展由王序、陈绍华、王粤飞等人策划。随后由于中国经济发展，二十一世紀初平面设计在中国已进入商业领域，以深圳为代表的前沿城市在设计与商业实践显得更加成熟，并且滋生了许多具国际设计水准的公司。

## 职位工作内容
1. 根据内容需要，进行平面媒体的版面编排；
2. 完成平面宣传品的创意设计；
3. 执行公司开发项目的VI设计发展和导入；
4. 完成会展、活动的整体布局，灯光舞美、气氛模拟设计；
5. 完成对照片、图片的后期处理

## 職業

### 製作美術

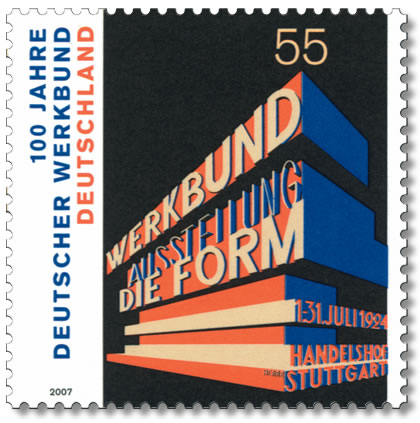
字體設計

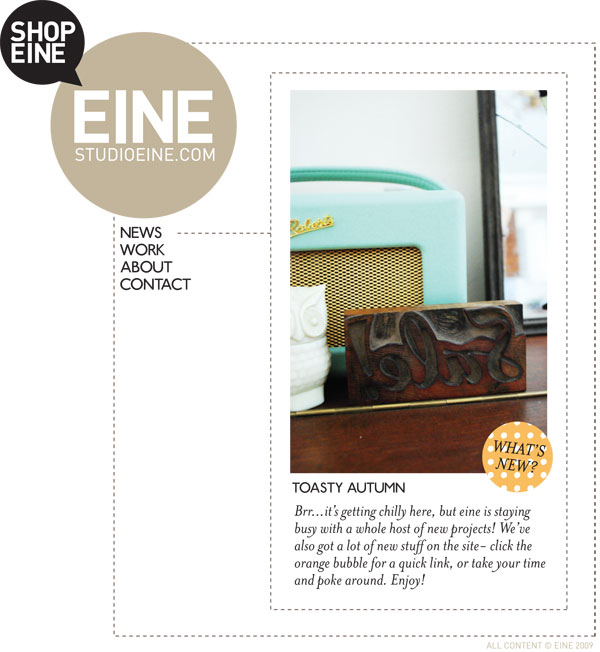
雜誌設計

製作美術（production artist）在創意產業中被認為是偏向技能方面的入門工作。這個職銜是來自廣告代理商，是指處理與印刷有關的前置作業（pre-press）的職務。擔任這個職位的人通常目標是成為平面設計師或藝術指導，因此執行美術設計師類似上述兩種職位的見習生或學徒階段。執行美術設計師與設計師和藝術指導一同工作，主要是執行（製作）他們所規劃的設計。與設計師不同的地方在於，執行美術缺乏能將創意和與工作相關的設計結合的機會。雖然這個職位可能會被當作是「低技能」的「勞工」看待，但某些作品所需要的專業技能程度，可與高階電腦程式設計相提並論。

### 藝術指導
藝術指導（或藝術總監，art director）在廣告、出版、電影和電視、網路，以及電玩產業中所負責的工作都十分類似。

### 創意指導
創意指導（或創意總監，creative director）通常是指在廣告代理公司中，負責整個創意部門的人。他們的工作是帶領整個計畫案的創意方向。

#### 廣告與行銷
在廣告業裡，藝術指導並不一定是藝術部門的最高主管。在現代的廣告案子中，藝術指導通常會與文案（copywriter）一起合作，發想出電視、平面、或其他任何廣告媒介的主要概念。藝術指導負責廣告的視覺形象，而文案則負責廣告內的文字或口語內容。這兩個職務都需要想出有創意、有效率且有說服力的點子。

#### 電影
在電影藝術部門的架構中，藝術指導在製作設計師（production designer）旗下工作，負責電影場景的設計與佈置。此外藝術指導是場景設計師的主管。

#### 出版
在出版業的藝術指導通常與編輯合作。他們會一起設計出版物的單元或頁面概念。藝術指導負責出版物的視覺形象，而編輯則需要對出版物的文字負責。